# Кингсейл, Джин
Юджин Хамфри «Джин» Кингсейл (англ. Eugene Humphrey «Gene» Kingsale, 20 августа 1976, Солито, Аруба) — нидерландский бейсболист, аутфилдер. С 1996 по 2003 год играл в Главной лиге бейсбола. В составе сборной Нидерландов играл на Олимпийских играх 2004 и 2008 годов. Принимал участие в матчах Мировой бейсбольной классики 2006 и 2009 годов. Рыцарь ордена Оранских-Нассау. Первый уроженец Арубы, сыгравший в Главной лиге бейсбола.

## Карьера
В 1993 году Кингсейл в статусе международного свободного агента подписал контракт с «Балтимор Ориолс». В Главной лиге бейсбола в составе команды он дебютировал в сентябре 1996 года. Джин стал первым уроженцем Арубы, сыгравшим в Главной лиге бейсбола.
В составе «Ориолс» Кингсли играл до 2001 года. После отчисления из команды он подписал контракт с «Сиэтл Маринерс». В июне 2002 года Джина выставили на драфт отказов, после чего он перешёл в «Сан-Диего Падрес». В составе команды он доиграл до конца сезона, а в ноябре его обменяли в «Детройт Тайгерс» на кэтчера Майка Риверу. В День открытия сезона 2003 года Кингсли вышел в стартовом составе команды. После завершения чемпионата он получил статус свободного агента и подписал новое соглашение с «Падрес», но больше на поле в Главной лиге бейсбола не выходил. Всего за карьеру провёл двести одиннадцать матчей.
До 2005 года Джин играл в младших лигах, а затем уехал в Европу. Два года он провёл в составе Алмере, с 2008 по 2011 год играл за «Нептунус».
В составе национальной сборной Нидерландов Джин в 2004 и 2008 годах играл на Олимпийских играх, два раза входил в состав команды на матчи Мировой бейсбольной классики. В 2004 году Кингсли стал рыцарем Ордена Оранских-Нассау. Торжественная церемония прошла в Ораньестаде.